# Comtat de Põlva
El comtat de Põlva  (estonià  Põlvamaa) és un dels comtats en què es divideix Estònia. La seva capital és Põlva. Segons cens de 2021 compta amb una població de 23.991 habitants distribuïts en una superfície de 1,823 km2.

## Govern Comtat
El govern del comtat (estonià: Maakonnavalitsus) és dirigit per un governador (estonià: maavanem), qui és nomenat pel govern d'Estònia per un termini de cinc anys.

## Municipis
El comtat se sotsdivideix en municipalitats. Hi ha 13 municipis rural (estonià: vallad - comunes) al comtat.
Municipis rurals:
- Ahja
- Kanepi
- Kõlleste
- Laheda
- Mikitamäe
- Mooste
- Orava
- Põlva
- Räpina
- Valgjärve
- Vastse-Kuuste
- Veriora
- Värska